# Urgleptes laticollis
Urgleptes laticollis är en skalbaggsart som först beskrevs av Bates 1881. Urgleptes laticollis ingår i släktet Urgleptes och familjen långhorningar.
Artens utbredningsområde är:
- Guatemala.
- Panama.

Inga underarter finns listade i Catalogue of Life.